# Escola Argentina de Protocartografia
L'Escola Argentina de Protocartografia és un grup de cartògrafs, geògrafs i historiadors que afirmen que Amèrica va ser representada als mapes previs a l'Era dels Descobriments, fins i tot abans del primer viatge de Colom.
Originalment es refereix a les obres publicades d'investigadors argentins que van exposar la seva teoria que Amèrica es coneixia molt abans de l'Era dels Descobriments, com s'indica a l'article Les Travaux de l'Ecole Argentine de Protocartographie, de Paul Gallez.
En aquest treball, Paul Gallez va establir els membres originals i va presentar-ne les publicacions. D'acord amb això, els membres originals argentins són: Enrique de Gandía, Dick Edgar Ibarra Grasso i el mateix Paul Gallez. A l'article també s'esmenta alguns dels seus seguidors, i, per tant, se'ls considera membres: el colombià resident a Mèxic Dr. Gustavo Vargas Martínez i l'argentí Demetrio Charalambous.